# Bradu, Neamț
Bradu este un sat în comuna Grințieș din județul Neamț, Moldova, România.

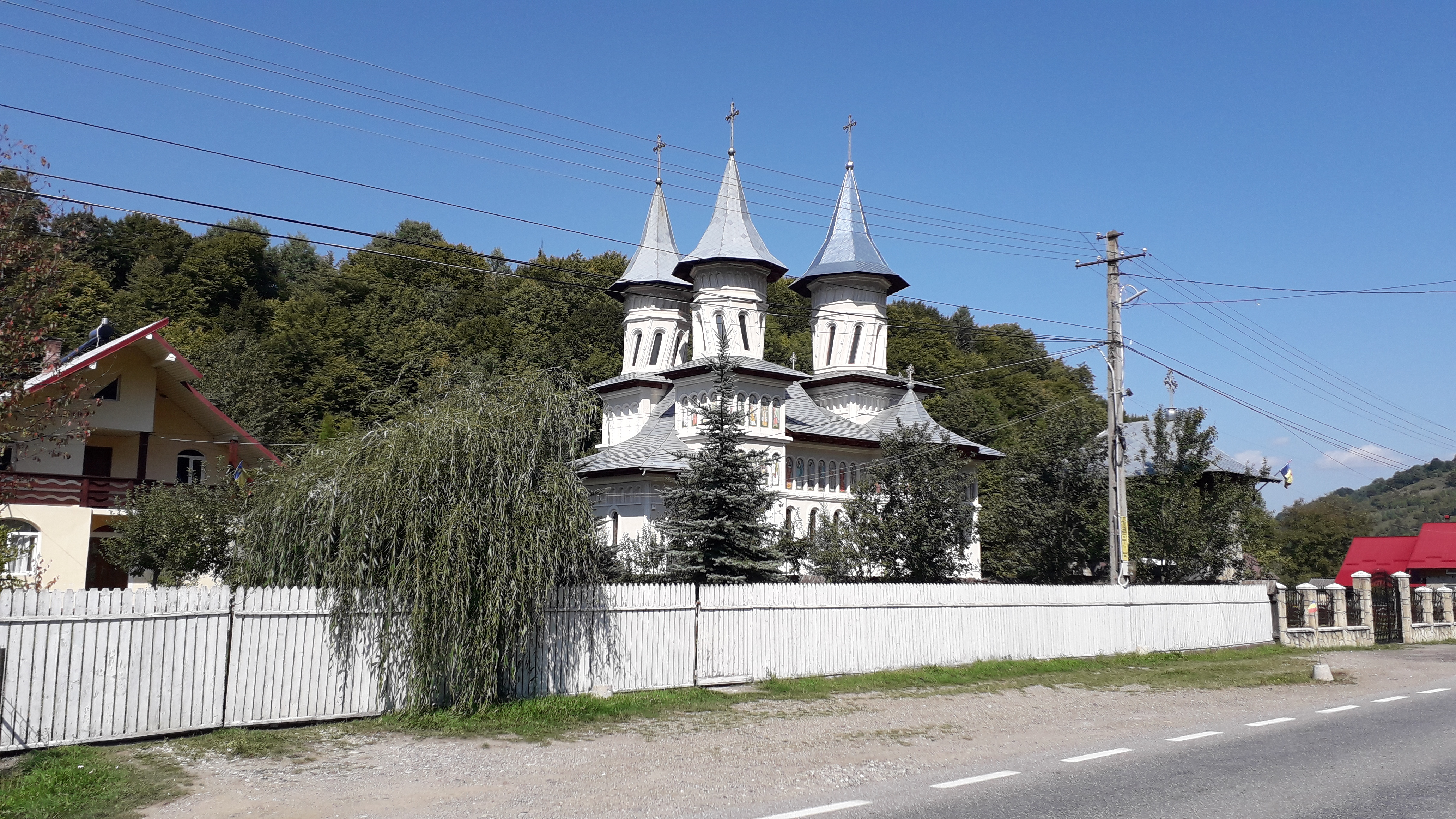
Iglesia ortodoxa

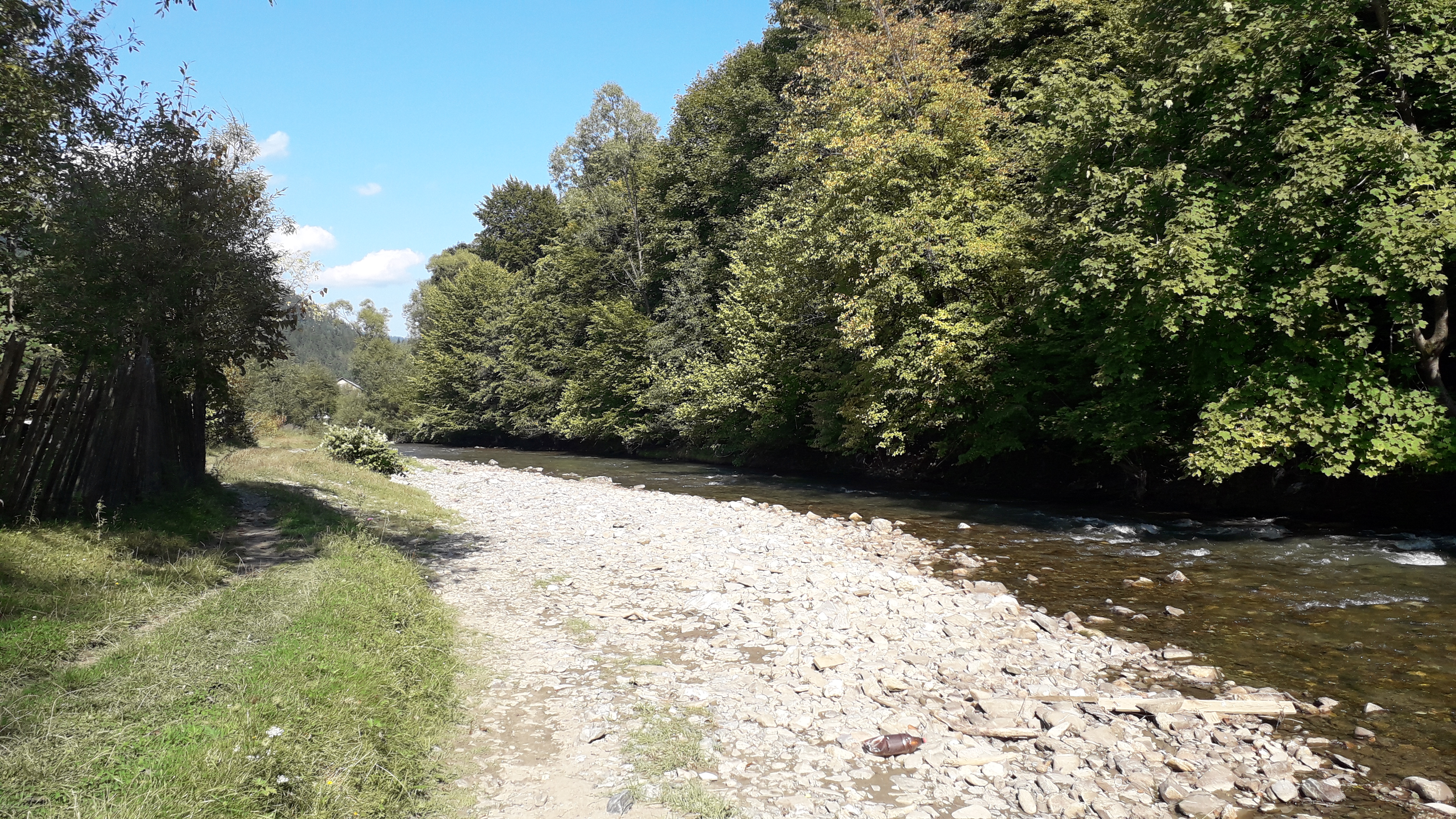
Río Bradul. Bradu

## Personalități
- Nicolae Ionescu (publicist) (1820 - 1905), publicist și om politic român, membru fondator al Academiei Române, senator, ministru de externe.

 Acest articol despre o localitate din județul Neamț este deocamdată un ciot. Puteți ajuta Wikipedia prin completarea lui.